# Tajfun Mangkhut
Tajfun Mangkhut, na Filipínách známý jako tajfun Ompong, byla tropická cyklóna v Tichém oceánu, podle Světové meteorologické organizace nejsilnější tropická cyklóna roku 2018.

## Průběh bouře
Původně byl Mangkhut označován za supertajfun a v nárazech dosahoval rychlosti 330 km/h, ale ještě před příchodem na filipínskou pevninu zeslábl na bouři nižší kategorie. V noci z pátku 14. na sobotu 15. září 2018 (kolem 1.40 místního času, tedy v 19.40 SELČ) bouře zasáhla severní filipínské provincie Isabela a Cagayan, kde způsobila zřícení domů, povodně a několik sesuvů půdy (zejména u města Baguio), při nichž zemřelo 14 lidí, včetně dvou dětí. V hlavním městě provincie Cagayan Tuguegarau byla zničena naprostá většina staveb. Tajfun opustil zemi po 20 hodinách a konečný počet mrtvých dosáhl 25 osob, zejména obětí sesuvů půdy v horských oblastech.
Během soboty 15. září se tajfun přesunul nad Jihočínské moře a zamířil směrem k Hongkongu a prefektuře Jang-ťiang v jihovýchodní Číně. V provincii Kuang-tung, Hongkongu a Macau byl vyhlášen nejvyšší stupeň nebezpečí a z provincie Kuang-tung bylo evakuováno 2,4 milionu obyvatel. Nejméně dva obyvatelé zemřeli a několik lidí bylo zraněno.